# Metavermilia taenia
Metavermilia taenia är en ringmaskart som beskrevs av Zibrowius 1971. Metavermilia taenia ingår i släktet Metavermilia och familjen Serpulidae. Inga underarter finns listade i Catalogue of Life.